# Loire 130
Le Loire 130 est un hydravion de fabrication française qui a servi pendant la Seconde Guerre mondiale.

## Développement
Le Loire 130 vient d'une demande en 1933 de la marine française pour un hydravion de reconnaissance qui pourrait également servir à bord des cuirassés et des croiseurs français. Choisi en 1936 contre cinq concurrents, les performances du Loire 130 ont été considérées comme bonnes et des commandes de production pour 150 machines ont été placées. La production a commencé en août 1936 à l'usine de la SNCAO de Saint-Nazaire et il a remplacé à partir de sa mise en service en 1938 la plupart des hydravions embarqués déjà en service. Elle se termina en 1941 avec 124 exemplaires dont un prototype, 111 pour la Marine et 12 pour l'Armée de l'Air française qui les utilisa dans les colonies notamment en Indochine française.

## Caractéristiques
Il s'agit d'un hydravion triplace de reconnaissance catapultable. Ce monoplan à aile haute est de structure métallique. Il peut transporter 7 personnes (équipage compris)

## Service opérationnel

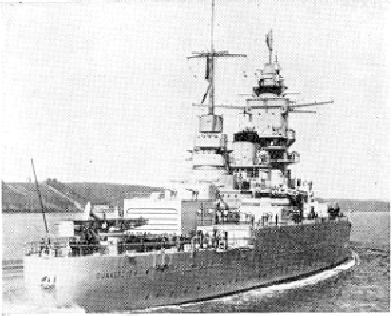
Un Loire 130 sur la poupe du croiseur Dunkerque pouvant le propulser grâce a sa catapulte de 3.5 t.

Dans les années 1937-1938, le Loire 130 servait à bord de la plupart des cuirassés et croiseurs de la marine française, aussi bien qu'à bord du Commandant Teste (une escadrille de 6 appareils en 1939). Bien que semblant tout à fait désuet et ayant une exécution très marginale, quelques Loire 130 ont survécu à la Seconde Guerre mondiale et sont restés en service après-guerre, particulièrement dans les colonies françaises, jusqu'en 1949-1950.

## Variantes
- Loire 130 M : modèle de série ;
- Loire 130 Cl : variante Coloniale équipée du moteur Hispano-Suiza 12Ycrs et d'un radiateur agrandi.